# Komorov (zámek)
Zámek Komorov je empírová stavba s rozlehlou zámeckou zahradou, kterou nechal postavit v letech 1811-1812 Jan Pavel Pagáč z Paburgu. Stojí na místě zaniklé vsi Komorov (někdy uváděné též Komárov), asi půl kilometru od Chvalkovic v okrese Vyškov.

## Historie
Nedaleko Chvalkovic stála ve středověku nyní již zaniklá osada Komorov. Poprvé byla připomínána v roce 1349, kdy ji získali Ješek a Dětřich z Komárova. Roku 1376 polovinu Komorova a dvora vlastnili Cimburkové a v roce 1397 koupili i zbývající část vsi. Albert z Cimburka ji roku 1412 prodal Protivcovi z Pavlovic a Chvalkovic. Uváděna je v osadě také tvrz. Osada Komorov byla roku 1645 vypálena vojskem a do roku 1661 byla zcela pustá. V roce 1715 postihla obnovenou osadu morová rána, stejně jako vedlejší Chvalkovice, kde tuto událost připomíná morový sloup na návsi. Poté už je vedena jako pustá.
Empírový zámek byl v těchto místech postaven v letech 1811–1812 Janem Pavlem Pagáčem z Paburgu. Roku 1890 patřil Františku Klazarovi. Posledními majiteli před rokem 1948 byla rodina Kobrčova. V roce 1948 připadl zámek Státním statkům a v roce 1951 vznikl vyčleněním ze Státního statku Troubsko Státní statek Vyškov, jehož součástí byla farma na samotě Komorov. Od 1. července 1960 došlo k rozdělení Státního statku Vyškov a Komorov byl přiřazen k Semenářskému státnímu statku Bučovice. Od 1. ledna 1974 byly sloučeny Semenářský státní statek Vyškov, Semenářský státní statek Bučovice a Semenářský státní statek Slavkov v jeden Semenářský státní statek Slavkov u Brna. Některé jejich části obdržela místní JZD. Z Bučovic bylo hospodářství Komorov s 243 ha zemědělské půdy předáno do JZD Hvězdlice se sídlem v Chvalkovicích (vzniklému v roce 1949).
Jednotné zemědělské družstvo Rudý partyzán Hvězdlice u zámku vybudovalo zemědělský statek. Zámek sloužil jako správní budova, která nebyla udržována a postupně chátrala. Kvůli jeho stavu se v roce 1985 uvažovalo o demolici, kterou nakonec památkáři zakázali. Zámek sloužil MNV a státním statkům. Když JZD v 90. letech 20. století zaniklo, zámek koupila od dcery posledního majitele, paní Evy Kobrčové, firma MTR ze Slavkova. Provedla opravu střechy a zajistila nezbytný úklid celého pozemku.
Zámecký park se vzácnými stromy a rybníkem byl ošetřen, avšak některé dřeviny se již nepodařilo zachránit. Nezachovala se ani zahradní kuželna. Z bývalých hospodářských budov, které uzavíraly komorovský dvůr, zůstaly jenom ruiny. Ke komorovskému dvoru patřil kovář, mlynář, o park se staral zahradník, nacházela se zde konírna, sklepy na víno, domky služebnictva a další. Na konci parku se dříve nacházel ještě ovocný sad.
Zámek byl vyhlášen kulturní nemovitou památkou.